# Uggeshall
Uggeshall – wieś w Anglii, w hrabstwie Suffolk, w dystrykcie East Suffolk. Leży 46 km na północny wschód od miasta Ipswich i 152 km na północny wschód od Londynu.